# Lista dei più grandi mercati mondiali di musica
I più grandi mercati mondiali di musica sono elencati ogni anno dalla International Federation of the Phonographic Industry (IFPI). La classifica si basa sul valore al dettaglio che ciascun mercato genera rispettivamente all'anno; il valore al dettaglio generato da ciascun mercato varia di anno in anno. Poiché tutti i dati finanziari sono forniti in dollari statunitensi, i tassi di variazione annuali per tutti i paesi diversi dagli Stati Uniti sono influenzati dalle fluttuazioni dei tassi di cambio e dalle variazioni effettive delle entrate in termini di valuta locale.

## Dati IFPI 2024
Nel 2024, i valori del Messico hanno superato quelli dell'Australia.
| n° | Mercato       |
| -- | ------------- |
| 1  | Stati Uniti   |
| 2  | Giappone      |
| 3  | Regno Unito   |
| 4  | Germania      |
| 5  | Cina          |
| 6  | Francia       |
| 7  | Corea del Sud |
| 8  | Canada        |
| 9  | Brasile       |
| 10 | Messico       |

## Dati IFPI 2023
Nel 2023, i valori sono rimasti analoghi al 2022.
| n° | Mercato       |
| -- | ------------- |
| 1  | Stati Uniti   |
| 2  | Giappone      |
| 3  | Regno Unito   |
| 4  | Germania      |
| 5  | Cina          |
| 6  | Francia       |
| 7  | Corea del Sud |
| 8  | Canada        |
| 9  | Brasile       |
| 10 | Australia     |

## Dati IFPI 2022
Nel 2022, i valori della Cina e del Brasile hanno rispettivamente superato quelli della Francia, dell'Australia e dell'Italia.
| n° | Mercato       |
| -- | ------------- |
| 1  | Stati Uniti   |
| 2  | Giappone      |
| 3  | Regno Unito   |
| 4  | Germania      |
| 5  | Cina          |
| 6  | Francia       |
| 7  | Corea del Sud |
| 8  | Canada        |
| 9  | Brasile       |
| 10 | Australia     |

## Dati IFPI 2021
Nel 2021, i valori della Cina, dell'Italia e del Brasile hanno rispettivamente superato quelli della Corea del Sud e dei Paesi Bassi.
| n° | Mercato       |
| -- | ------------- |
| 1  | Stati Uniti   |
| 2  | Giappone      |
| 3  | Regno Unito   |
| 4  | Germania      |
| 5  | Francia       |
| 6  | Cina          |
| 7  | Corea del Sud |
| 8  | Canada        |
| 9  | Australia     |
| 10 | Italia        |
| 11 | Brasile       |

## Dati IFPI 2020
Nel 2020, i Paesi Bassi hanno ottenuto risultati migliori rispetto al Brasile.
| n° | Mercato       |
| -- | ------------- |
| 1  | Stati Uniti   |
| 2  | Giappone      |
| 3  | Regno Unito   |
| 4  | Germania      |
| 5  | Francia       |
| 6  | Corea del Sud |
| 7  | Cina          |
| 8  | Canada        |
| 9  | Australia     |
| 10 | Paesi Bassi   |

## Dati IFPI 2019
Nel 2019, il Canada ha ottenuto risultati migliori rispetto all'Australia.
| n° | Mercato       |
| -- | ------------- |
| 1  | Stati Uniti   |
| 2  | Giappone      |
| 3  | Regno Unito   |
| 4  | Germania      |
| 5  | Francia       |
| 6  | Corea del Sud |
| 7  | Cina          |
| 8  | Canada        |
| 9  | Australia     |
| 10 | Brasile       |
| 11 | Paesi Bassi   |
| 12 | Italia        |
| 13 | Spagna        |
| 14 | Svezia        |
| 15 | India         |
| 16 | Messico       |
| 17 | Russia        |
| 18 | Svizzera      |
| 19 | Norvegia      |
| 20 | Svezia        |

## Dati IFPI 2018
Nel 2018, il Regno Unito ha riacquisito il suo ruolo nella top 3.
| n° | Mercato       |
| -- | ------------- |
| 1  | Stati Uniti   |
| 2  | Giappone      |
| 3  | Regno Unito   |
| 4  | Germania      |
| 5  | Francia       |
| 6  | Corea del Sud |
| 7  | Cina          |
| 8  | Australia     |
| 9  | Canada        |
| 10 | Brasile       |

## Dati IFPI 2017
Nel 2017, la Germania ha superato i valori del Regno Unito, mentre la Corea del Sud ha superato i valori di Australia e Canada. Brasile e Cina superano i dati di Paesi Bassi e Cina.
| n° | Mercato       | Valore in milioni di dollari |
| -- | ------------- | ---------------------------- |
| 1  | Stati Uniti   | 5,916.1                      |
| 2  | Giappone      | 2,727.5                      |
| 3  | Germania      | 1,323.1                      |
| 4  | Regno Unito   | 1,310.7                      |
| 5  | Francia       | 925.1                        |
| 6  | Corea del Sud | 494.4                        |
| 7  | Canada        | 437.2                        |
| 8  | Australia     | 412.9                        |
| 9  | Brasile       | 295.8                        |
| 10 | Cina          | 292.3                        |
| 11 | Paesi Bassi   | 269.5                        |
| 12 | Italia        | 247.9                        |
| 13 | Spagna        | 205.8                        |
| 14 | Svezia        | 199.5                        |
| 15 | Norvegia      | 139.0                        |
| 16 | Danimarca     | 137.9                        |
| 17 | Svizzera      | 137.8                        |
| 18 | Messico       | 137.0                        |
| 19 | India         | 130.7                        |
| 20 | Argentina     | 130.0                        |

## Dati IFPI 2016
Nel 2016, solo Stati Uniti, Giappone, Regno Unito e Germania hanno presentato un valore superiore al miliardo di dollari.
| n° | Mercato       | Valore in milioni di dollari |
| -- | ------------- | ---------------------------- |
| 1  | Stati Uniti   | 5,318.2                      |
| 2  | Giappone      | 2,745.9                      |
| 3  | Regno Unito   | 1,251.1                      |
| 4  | Germania      | 1,212.0                      |
| 5  | Francia       | 849.5                        |
| 6  | Canada        | 367.9                        |
| 7  | Australia     | 357.2                        |
| 8  | Corea del Sud | 330.1                        |
| 9  | Italia        | 263.7                        |
| 10 | Paesi Bassi   | 243.3                        |
| 11 | Brasile       | 229.8                        |
| 12 | Cina          | 202.2                        |
| 13 | Svezia        | 192.4                        |
| 14 | Spagna        | 190.8                        |
| 15 | Messico       | 133.5                        |
| 16 | Svizzera      | 117.7                        |
| 17 | Belgio        | 117.1                        |
| 18 | Norvegia      | 114.1                        |
| 19 | India         | 111.6                        |
| 20 | Argentina     | 111.4                        |